# Camport
Camport é uma marca portuguesa de calçado sediada em Guimarães. Esta nasceu da Campeão Português, muitas vezes referenciada como sendo a "universidade do calçado" de Portugal. O acumular dos 60 anos de conhecimento adquirido fizeram com que a Camport se tornasse na marca portuguesa que vende mais sapatos em Portugal.
Desde 2015, a Camport, pertence a um grupo têxtil português, que emprega mais de 1.000 trabalhadores de forma directa e mais de 2.000 de forma indirecta.

## História

### A marca
Em 1955 Domingos Torcato Ribeiro cria a Campeão Português e revitaliza a fabrica de calçado que seu pai fundou. Dai em diante a Campeão Português começa a ser referenciada como a "universidade do calçado" em Portugal, pois dela originaram muitos outros empresários da area do calçado.
Em 1986, de forma a facilitar o acesso aos mercados externos, registam a marca Camport (nome que surge da junção das iniciais de Campeão Português).
A marca que possui já 12 lojas exclusivas e vende para vários outros retalhistas, rapidamente se tornou na marca portuguesa que vende mais sapatos em Portugal.

### A queda
Em 2014 devido a problemas de gestão, a Campeão Português que chegou a ultrapassar o milhar de trabalhadores, entra em insolvência.
Na sua causa estaria a má gestão por parte da administração da mesma. Por esse motivo, instaurou-se um processo a ser investigado pelo Ministério Público.

### O regresso
Um ano depois, em 2015, um grupo têxtil português adquire a Camport e reabre com antigos empregados.